# Ben Jeby
Ben Jeby, de son vrai nom Benjamin Morris Jebaltowsky, est un boxeur américain né le 27 décembre 1909 à New York et mort le 5 octobre 1985. Champion du monde des poids moyens en 1933.

## Carrière
Passé professionnel en 1927, il remporte le titre vacant de champion du monde des poids moyens délivré par la New York State Athletic Commission en battant Frank Battaglia au 12e round le 13 janvier 1933 puis perd son titre lors de sa 3e défense face à Lou Brouillard le 9 août 1933 par KO au 7e round. Jeby met un terme à sa carrière en 1936 sur un bilan de 54 victoires, 14 défaites et 4 matchs nuls.